# Audi 90 quattro IMSA GTO

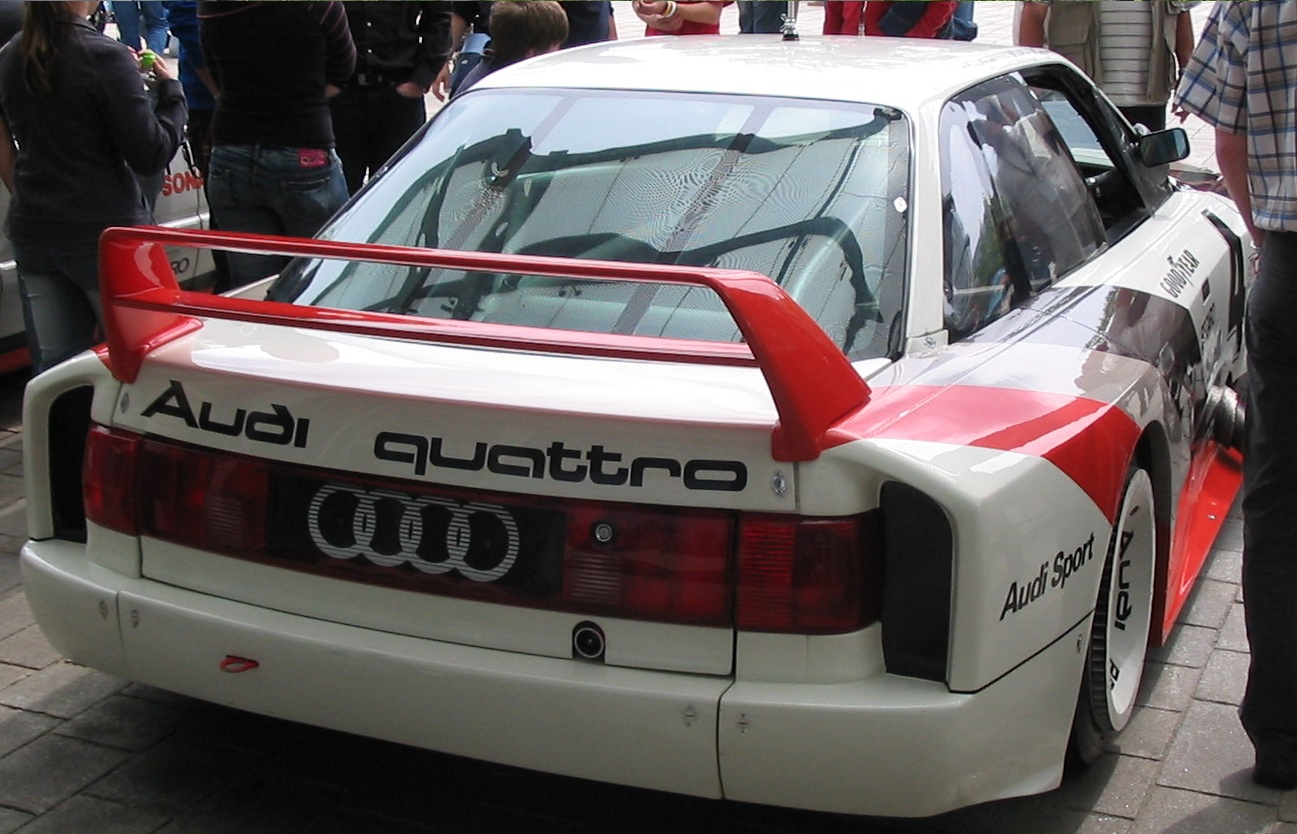
Heckansicht des 90 quattro IMSA GTO

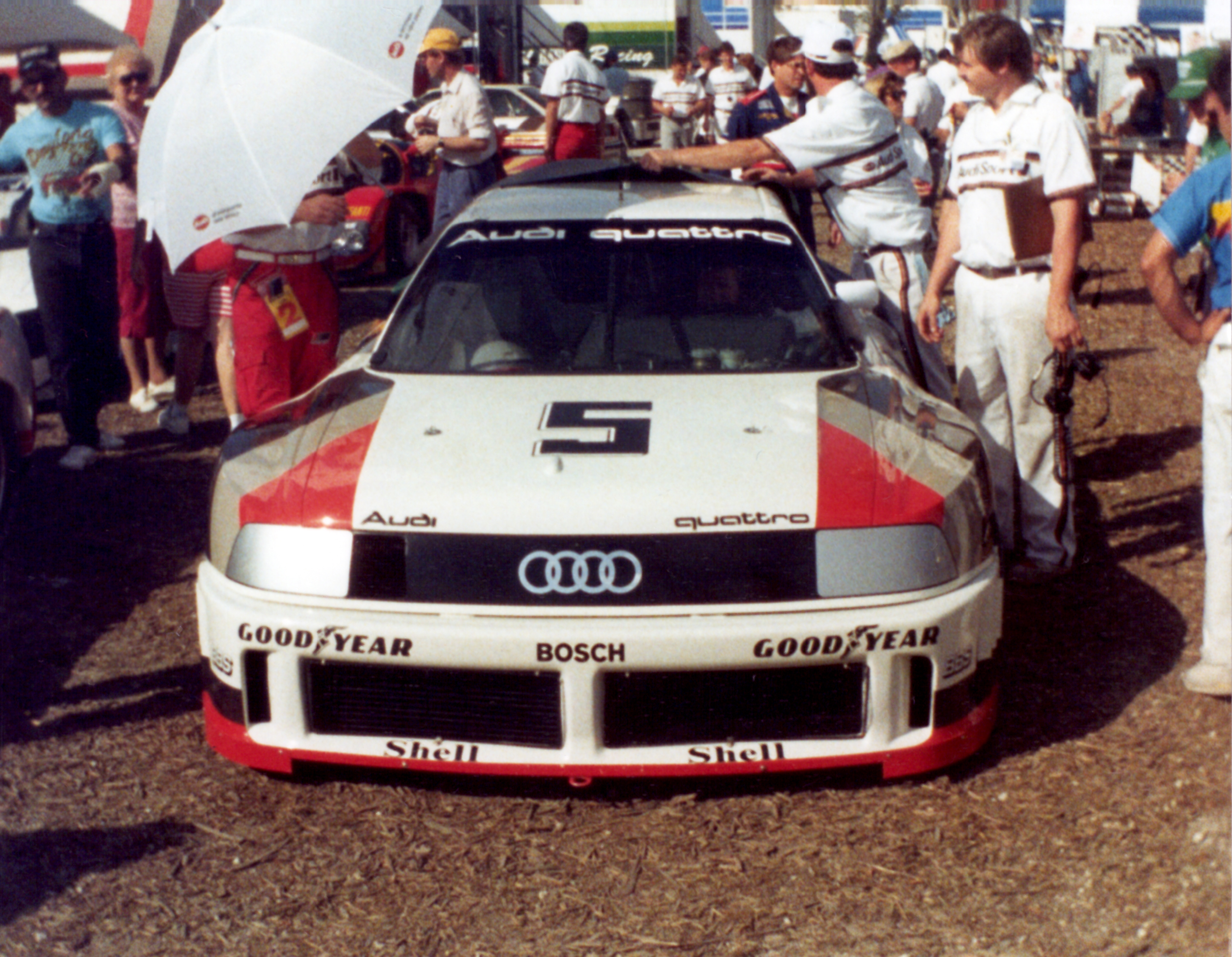
Audi 90 IMSA GTO von Hurley Haywood, IMSA-GTP-Meisterschaft 1989

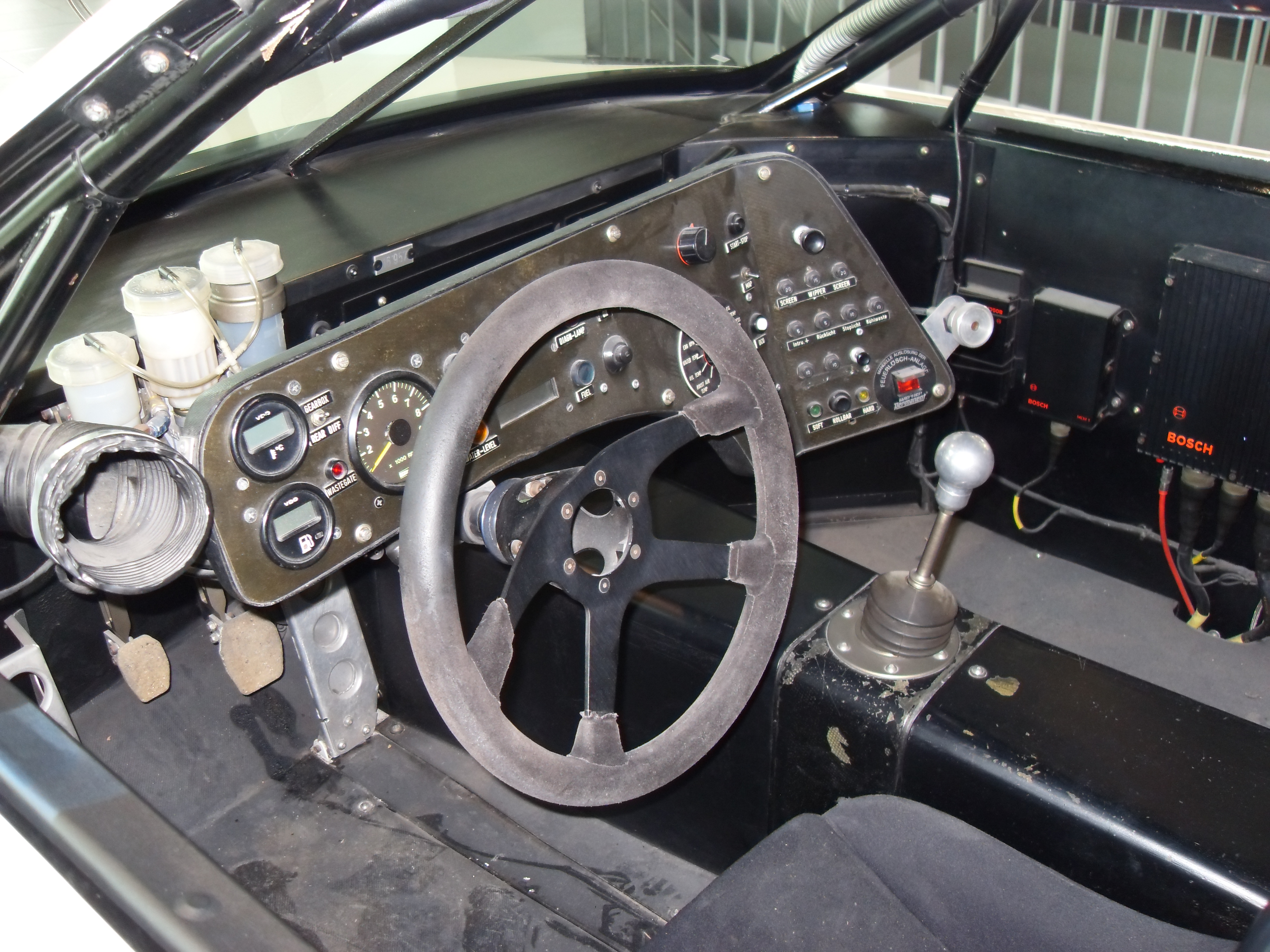
Cockpit des 90 quattro IMSA GTO

Der Audi 90 quattro IMSA GTO (intern R5) ist ein Rennwagen der Marke Audi, der 1989 in der amerikanischen IMSA-GTO-Rennserie eingesetzt wurde. Er sollte nach vorangegangenen Erfolgen im Rallyesport und dem Gewinn der ebenfalls in den USA angesiedelten Trans-AM-Serie 1988 mit dem Audi 200 quattro Trans-AM die Überlegenheit des quattro-Antriebs auch auf der Straße demonstrieren. Er ist der einzige werksseitig von Audi eingesetzte Rennwagen auf Basis des Audi 80/90 B3.

## Antrieb
Der 90 quattro IMSA GTO wird von einem vom Audi Sport quattro S1 Pikes Peak abgeleiteten turboaufgeladenen 5-Zylinder-Aluminium-Reihenmotor mit 2,2 Liter Hubraum angetrieben, der hier allerdings bis zu 530 kW (720 PS) leistet. Die Kraft wird über ein 6-Gang-Getriebe, bei dem ein Gang aufgrund des IMSA-Reglements gesperrt ist, und dem permanenten Allradantrieb Quattro auf die Straße übertragen.

## Karosserie
Die Karosserie des 90 quattro IMSA GTO weist zwar Ähnlichkeiten mit dem Serienmodell Audi 90 auf, hat jedoch außer dem im Reglement festgeschriebenen Serienstahldach mit diesem nichts gemeinsam. Die Karosserie besteht aus einem Gitterrohrrahmen, auf dem die Außenhaut aus Kunststoff aufgebracht ist. So konnte das Gewicht auf 1206 Kilogramm reduziert werden. Im Vergleich zur Serienversion ist der Rennwagen stark verbreitert und mit einem Heckspoiler, auf schnellen Strecken mit einem zweistöckigen Heckflügel, ausgestattet.

## Technische Daten
| Audi 90 Quattro IMSA GTO | Audi 90 Quattro IMSA GTO         |
| ------------------------ | -------------------------------- |
| Fahrzeugtyp              | Prototyp                         |
| Motorbauart              | R5-Turbomotor                    |
| Hubraum                  | 2190 cm³                         |
| Leistung                 | ca. 530 kW (720 PS)              |
| Drehmoment               | 720 Nm                           |
| Vmax                     | 310 km/h                         |
| Beschleunigung           | ca. 3,1 Sek von 0 auf 100 km/h   |
| Antriebsart              | Allradantrieb                    |
| Getriebe                 | manuelles 6-Gang-Sportgetriebe   |
| Bremsen                  | Scheibenbremsen vorne und hinten |
| Länge                    | 4481 mm                          |
| Breite                   | 1999 mm                          |
| Höhe                     | 1222 mm                          |
| Gewicht                  | 1206 kg                          |

## Fahrer
Bewegt wurde der Wagen von den Fahrern Hurley Haywood, Hans-Joachim Stuck, Walter Röhrl und Scott Goodyear.

## Erfolge
Hans-Joachim Stuck konnte in der Saison 1989 sieben Rennen gewinnen.
- Summit Point
- Mid-Ohio
- Topeka
- Sears Point
- Watkins Glen
- Lime Rock
- Laguna Seca

Audi verzichtete auf Starts bei den beiden Langstreckenrennen in Daytona und Sebring, weshalb man am Ende der Saison den Rückstand auf Ford nicht mehr aufholen konnte. Audi wurde in der Meisterschaftswertung Zweiter mit 195 Punkten und damit 45 Punkten Rückstand auf Ford. In der Fahrerwertung wurde Stuck Dritter, Platz vier belegte Hurley Haywood. 1990 verließ Audi die amerikanischen Rennstrecken und startete mit dem Audi V8 quattro in der DTM.